# 루케 미하레스
루케 미하레스(Luke Mijares, 1975년 6월 26일~)는 필리핀의 가수이며, 필리핀 보홀주 타그빌라란시(Tagbilaran City)에서 태어났다.
1999년에 그는 사우스 보더(South Border)의 새로운 보컬리스트가 되었지만 2002년에 탈퇴했다. 지금은 솔로로 활동하고 있다. 그의 아버지는 흑인과 멕시코계 미국인의 혼혈인이었다. 루케가 그의 아버지를 만났을 때, 아버지는 그를 자신의 아들이라고 생각하지 않았다.